# Zora Gentúnio
Zora Gentúnio (em armênio/arménio: Զորա) foi um nobre armênio (nacarar) fictício da família Gentúnio do século I a.C..

## Nome
Zora (em armênio/arménio: Զորա) é um nome armênio cuja origem é incerta. Ferdinand Justi propôs que esteja relacionado com o siríaco Zora (ܙܥܘܪܐ, Zˁōrā).

## Vida
Zora é uma das várias personagens ficcionais de origem armênia que Moisés de Corene incluiu em sua narrativa na porção inspirada nos relatos de Eusébio de Cesareia e Flávio Josefo. Alegadamente viveu no reinado do fictício Arsames (Արշամ, Aršam), o suposto filho de Artaxias II (r. 34–20 a.C.) e sobrinho de Tigranes III (r. 20–8 a.C.). Diz-se que teria se dirigido ao rei para caluniar a respeito da conduta de Enano (inspirado no histórico Ananelo, ativo na corte de Hircano II):
| “ | Saibas, ó rei, que Enano desejava se revoltar contra ti e me propôs que buscássemos um juramento de Herodes, rei da Judeia, de que ele nos receberia e nos daria terras hereditárias em nossa própria terra natal, porque havíamos sofrido insultos recentemente neste país. E eu não concordei, mas disse a ele: 'Por que nos enganamos com contos antigos e fábulas de velhas, nos apresentando como palestinos?' Ele, desesperando-se de mim, enviou ao sumo sacerdote Hircano [II] para o mesmo propósito, mas ele ficou ainda mais decepcionado com Herodes. Mas ele não abandonará seus hábitos infiéis, a menos que, ó rei, tu o impeças. | ” |
|   | — Moisés de Corene, História dos Armênios, III.24. |   |

Arsames aceitou as acusações proferidas contra Enano, que foi obrigado a apostatar sua fé judaica ou seria crucificado enquanto sua família seria exterminada.